# Eumannia altmannii
Eumannia altmannii är en fjärilsart som beskrevs av Koutsaftikis 1973. Eumannia altmannii ingår i släktet Eumannia och familjen mätare. Inga underarter finns listade i Catalogue of Life.